# 常永駅
常永駅（じょうえいえき）は、山梨県中巨摩郡昭和町上河東にある、東海旅客鉄道（JR東海）身延線の駅である。

## 歴史
- 1928年（昭和3年）3月30日：市川大門 - 甲府間開通時に、富士身延鉄道の西条常永駅（さいじょうじょうえいえき、一般駅）として開設[1][2]。
- 1938年（昭和13年）10月1日：富士身延鉄道を鉄道省（国鉄の前身）が借上げ[1][2]。同時に常永駅に改称[2]。
- 1941年（昭和16年）5月1日：国有化、鉄道省身延線の駅となる[1]。
- 1960年（昭和35年）11月1日：貨物取扱廃止[2]。
- 1972年（昭和47年）9月20日：荷物扱い廃止[2]。
- 1983年（昭和58年）6月1日：無人駅化[3]。
- 1987年（昭和62年）4月1日：国鉄分割民営化に伴い、JR東海の駅となる[1][2]。
- 2025年（令和7年）10月1日：ICカード「TOICA」の利用が可能となる（予定）[4][5]。

## 駅構造
島式ホーム1面2線を有する地上駅。北側から駅舎、1・2番線の順に並び、1番線に甲府方面列車が、2番線に富士方面列車が発着する。
ホーム小井川方端にあるスロープを通り、1番線の線路を横切って駅舎に行く。安全のため線路の手前に構内踏切があり、遮断機と警報機が付いている。
駅舎はコンクリート造りだが小振りで簡便なもの。内部には待合所の他に小さな窓口も設けられているが無人駅であるのでシャッターが下りている。また、自動券売機等は設置されていないのでこの駅で切符を購入することは出来ないが、毎年8月7日に市川三郷町で神明の花火大会が開催される時に限ってこの窓口で乗車券を購入することが可能。この駅舎は1999年（平成11年）3月に出来たものでそれ以前には木造駅舎があった。南甲府駅管理。

### のりば
| 番線 | 路線      | 方向 | 行先           |
| ---- | --------- | ---- | -------------- |
| 1    | CC 身延線 | 下り | 甲府方面       |
| 2    | CC 身延線 | 上り | 身延・富士方面 |

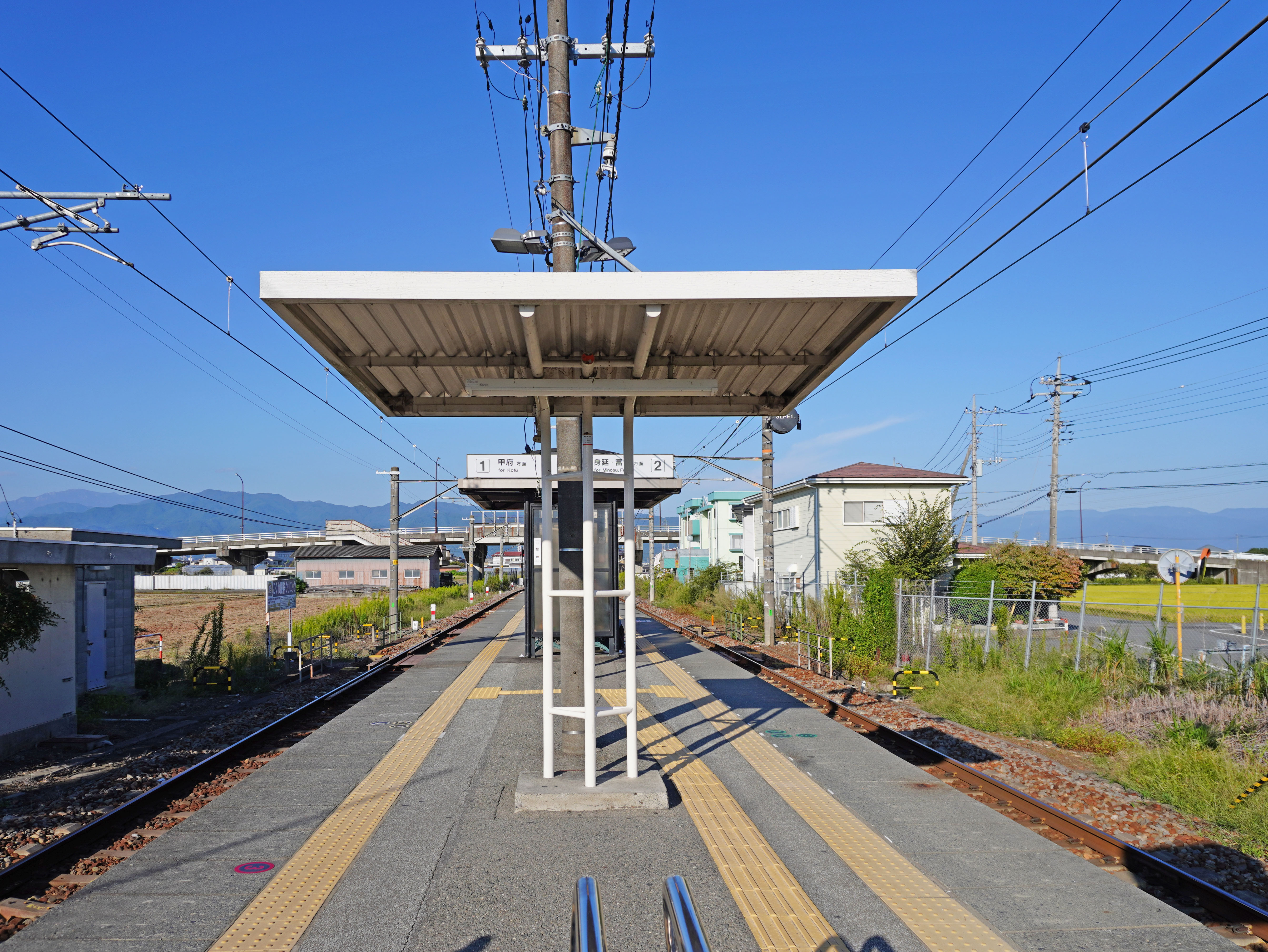
ホーム（2022年10月）
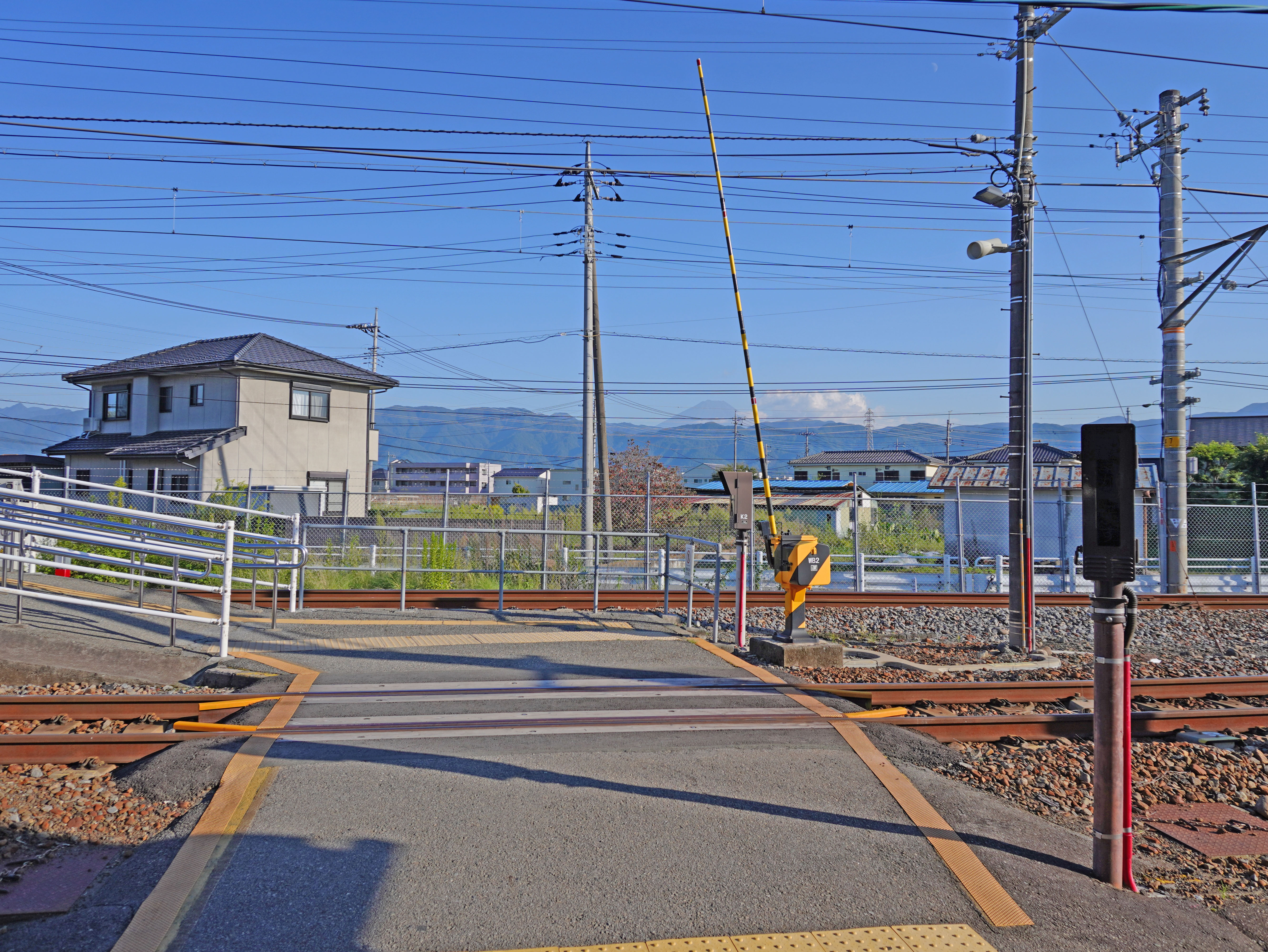
構内踏切（2022年10月）

## 利用状況
1日平均乗車人員は以下の通りとなっている。
| 乗車人員推移 | 乗車人員推移 |
| 年度         | 1日平均人数  |
| ------------ | ------------ |
| 2006         | 323          |
| 2007         | 332          |
| 2008         | 358          |
| 2009         | 342          |
| 2010         | 354          |
| 2011         | 343          |
| 2012         | 362          |
| 2013         | 375          |
| 2014         | 369          |
| 2015         | 378          |
| 2016         | 397          |
| 2017         | 414          |
| 2018         | 429          |

## 駅周辺
中巨摩郡昭和町にある駅だが駅の南西すぐに中央市との境界線が走っている。昭和町役場はこの駅と国母駅の中間付近にあるが、僅かながらこの駅からの方が近い。辺りには田畑が広がっているほか住宅も見られる。
2011年に開業したイオンモール甲府昭和が徒歩圏にあるため、当駅を利用する乗降客も存在する。休日や夏休み等の長期休暇時には、主に自家用車運転が出来ない高校生等若者利用が多くあることもあり、ワンマン列車当駅到着後には下車精算で時間を要して遅延することもある。
- 昭和町立常永小学校
- 山梨大学医学部附属病院 ‐ 徒歩7分
- 山梨大学医学部キャンパス ‐ 徒歩7分
- イオンタウン山梨中央 ‐ 徒歩10分
- イオンモール甲府昭和 ‐ 徒歩10分
- 国母工業団地
- 釜無工業団地
- 甲府リバーサイドタウン - 徒歩30分。
  - オギノリバーシティショッピングセンター
  - アピタ田富店
- 森川家具 昭和店

## バス路線
「常永駅」停留所は常永駅前では無く、常永駅横の跨線橋にある。また、「上河東四つ角」停留所は常永駅から数分歩く必要がある。両停留所共に、山梨交通（敷島営業所、鰍沢営業所）が運行する路線バスが発着する。
常永駅
- 56：敷島営業所
- 58：敷島団地
- 56・58：山梨大学医学部附属病院

上河東四つ角
- 53：県立中央病院 / 鰍沢営業所 ※平日のみ運行
- 56：敷島営業所
- 58：敷島団地
- 56・58：山梨大学医学部附属病院

## 隣の駅
東海旅客鉄道（JR東海）
CC 身延線
小井川駅 - 常永駅 - 国母駅